# Liste der Naturdenkmäler im Landkreis Dachau
Die Liste der Naturdenkmäler im Landkreis Dachau nennt die Naturdenkmäler in den Städten und Gemeinden des Landkreises Dachau.
Naturdenkmäler sind nach Artikel 28 des Bundesnaturschutzgesetzes Einzelschöpfungen der Natur oder Flächen bis zu 5 ha, deren besonderer Schutz aus wissenschaftlichen, naturgeschichtlichen oder landeskundlichen Gründen oder wegen ihrer Seltenheit, Eigenart oder Schönheit erforderlich ist.

## Naturdenkmäler
Im Landkreis gibt es 2024 rund 150 Naturdenkmäler.

### Altomünster
Im Markt Altomünster gab es diese Naturdenkmäler.
| Nr. | Name                            | Ort                                            | Beschreibung                                                         | Bild |
| --- | ------------------------------- | ---------------------------------------------- | -------------------------------------------------------------------- | ---- |
| 01  | Baumreihe mit Eschen und Linden | Altomünster (48° 23′ 24,1″ N, 11° 15′ 44″ O)   | nördlich des Weges zum Kalvarienberg. Etwa 120 Jahre alt.            |      |
| 02  | 1 Rotbuche                      | Randelsried (48° 25′ 18,5″ N, 11° 16′ 38,2″ O) | an einem Weg, ca. 250 m östlich von Schmarnzell. Etwa 400 Jahre alt. |      |
| 03  | 1 Eiche                         | Wollomoos (48° 24′ 12,4″ N, 11° 11′ 50,9″ O)   | westlich des Schulhauses im Schulgarten. Etwa 290 Jahre alt.         |      |
| 04  | 1 Stieleiche                    | Wollomoos (48° 23′ 58,7″ N, 11° 12′ 1,1″ O)    | am Südrand von Wollomoos, geschätztes Alter 150 Jahre                |      |

### Bergkirchen
In der Gemeinde Bergkirchen gab es diese Naturdenkmäler.
| Nr. | Name                                  | Ort                                                | Beschreibung | Bild           |
| --- | ------------------------------------- | -------------------------------------------------- | --- | -------------- |
| 01  | 1 Eiche                               | Bergkirchen (48° 15′ 47,1″ N, 11° 22′ 49,7″ O)     | ca. 1000 m östlich von Facha „in der Höll“ an der Westseite des gemeindlichen Weges. Etwa 160 Jahre alt.                                  |                |
| 02  | 1 Eiche                               | Bergkirchen (48° 15′ 15,5″ N, 11° 22′ 33,1″ O)     | an der östlichen Grundstücksgrenze, östlich von Bergkirchen ca. 40 m nördlich der Maisach. Etwa 240 Jahre alt.                            |                |
| 03  | Baumgruppe mit 10 Eichen und 3 Eschen | Feldgeding (48° 14′ 47,4″ N, 11° 22′ 57,4″ O)      | an der St 2339 bei der Abzweigung Feldgeding. Etwa 120 bis 160 Jahre alt.                                                                 |                |
| 04  | 1 Eiche                               | Feldgeding (48° 14′ 48,5″ N, 11° 23′ 3,8″ O)       | an der St 2339 gegenüber der Abzweigung Feldgeding, ca. 10 m von der Nordwestecke des angrenzenden Auwaldes entfernt. Etwa 140 Jahre alt. |                |
| 05  | 1 Eiche                               | Eisolzried (48° 15′ 33,8″ N, 11° 20′ 9,2″ O)       | in der Nordwestecke des Grundstücks an der westlichen Ortseinfahrt von Eisolzried südlich der Kreisstraße 5. Etwa 600 Jahre alt.          | weitere Bilder |
| 06  | 2 Eichen                              | Eisolzried (48° 15′ 35,5″ N, 11° 20′ 1,7″ O)       | 150 m westlich vom Ortsrand an der Kreisstraße 5. Etwa 190 Jahre alt.                                                                     |                |
| 07  | 1 Eiche                               | Günding (48° 15′ 7,8″ N, 11° 23′ 48,7″ O)          | an der Westseite der St.-Vitus-Straße. Etwa 320 Jahre alt.                                                                                |                |
| 08  | 1 Eiche                               | Günding (48° 15′ 3,7″ N, 11° 23′ 18,3″ O)          | an der Südseite des Grundstücks, ca. 500 m westlich des Sportgeländes an einem Feldweg. Etwa 160 Jahre alt.                               |                |
| 10  | Eichenreihe                           | Lauterbach (48° 16′ 0″ N, 11° 18′ 2,1″ O)          | am Kreuzweg von der Hauptstraße zur Kirche. Etwa 240 Jahre alt.                                                                           |                |
| 11  | Eschenallee                           | Lauterbach (48° 16′ 2,1″ N, 11° 18′ 3,4″ O)        | am Schlossberg, beidseitig der Auffahrt. Etwa 140 Jahre alt.                                                                              |                |
| 12  | 2 Eichen                              | Lauterbach (48° 15′ 53,2″ N, 11° 18′ 9,1″ O)       | am südlichen Ortsrand an der Westseite der Palsweiser Straße, ca. 50 m südlich der Abzweigung Am Ziegelfeld. Etwa 190 Jahre alt.          |                |
| 13  | 2 Eichen                              | Lauterbach (48° 16′ 2,8″ N, 11° 18′ 6,7″ O)        | an der westlichen Seite der Palsweiser Straße. ca. 150 m südlich der Hauptstraße. Etwa 190 Jahre alt.                                     |                |
| 14  | 1 Eiche                               | Lauterbach (48° 16′ 4,4″ N, 11° 18′ 6,4″ O)        | an der Palsweiser Straße in der Südecke des Hausgartens. Etwa 140 Jahre alt.                                                              |                |
| 15  | 3 Eichen                              | Lauterbach (48° 15′ 50,5″ N, 11° 17′ 45,4″ O)      | eine Zweiergruppe und ca. 50 m entfernt ein einzelstehender Baum südwestlich von Lauterbach auf freiem Feld. Etwa 160 Jahre alt.          |                |
| 16  | 9 Eichen                              | Lauterbach (48° 15′ 53,7″ N, 11° 17′ 39,6″ O)      | westlich von Lauterbach zwischen Hofstelle und BAB Stuttgart-München. Etwa 160 Jahre alt.                                                 |                |
| 17  | 3 Eichen                              | Oberbachern (48° 16′ 57,3″ N, 11° 21′ 43,1″ O)     | ca. 250 m westlich von Oberbachern neben einem Weg in einer Hecke. Etwa 160 Jahre alt.                                                    |                |
| 18  | 2 Eichen                              | Oberbachern (48° 16′ 51,4″ N, 11° 22′ 29,1″ O)     | nebeneinanderstehend an der südseitigen Böschung der Straße zwischen Unterbachern und Oberbachern. Etwa 190 Jahre alt.                    |                |
| 19  | 2 Eichen                              | Kreuzholzhausen (48° 16′ 46,2″ N, 11° 19′ 40,8″ O) | ca. 700 m nördlich von Kreuzholzhausen an dem an der Kläranlage vorbeiführenden Feldweg. Etwa 140 Jahre alt.                              |                |

#### Ehemalige und abgegangene Naturdenkmäler
| Nr. | Name           | Ort                                          | Beschreibung | Bild |
| --- | -------------- | -------------------------------------------- | --- | ---- |
| 09  | 1 Silberpappel | Lauterbach (48° 15′ 58,7″ N, 11° 18′ 1,4″ O) | Silberpappel (Populus alba) im Friedhof nordöstlich der Kirche. Wurde etwa 150 Jahre alt. Musste im Februar 2016 gefällt werden, da die Verkehrssicherheit am Friedhof nicht mehr gewährleistet war. |      |

### Dachau
In der Stadt Dachau gab es diese Naturdenkmäler.
| Nr. | Name                                                             | Ort                                           | Beschreibung | Bild           |
| --- | ---------------------------------------------------------------- | --------------------------------------------- | --- | -------------- |
| 01  | geschnittener Lindenlaubengang                                   | Dachau (48° 15′ 26,4″ N, 11° 25′ 56,5″ O)     | im Hofgarten des Schlosses. Etwa 290 Jahre alt. | weitere Bilder |
| 02  | Baumgruppe mit 5 Linden und 6 Rotbuchen                          | Dachau (48° 15′ 31″ N, 11° 25′ 52,9″ O)       | beim Wasserturm auf dem Schlossberg. Etwa 160 Jahre alt. |                |
| 03  | Baumgruppe mit 11 Linden, 3 Rotbuchen, 1 Eiche, 1 Birke, 1 Esche | Dachau (48° 15′ 32,7″ N, 11° 25′ 54″ O)       | im Wirtsgarten Zieglerkeller an der Nordflanke des Schlossberges. Etwa 100 bis 160 Jahre alt.                                                               |                |
| 04  | 1 Linde                                                          | Dachau (48° 15′ 38″ N, 11° 25′ 58,8″ O)       | im Hof der Gaststätte Unterbräu an der Augsburger Straße. Etwa 140 Jahre alt.                                                                               | weitere Bilder |
| 05  | 1 Linde                                                          | Dachau (48° 15′ 36,7″ N, 11° 26′ 8,6″ O)      | Silber-Linde (Tilia tomentosa). Stadtplatz an der Konrad-Adenauer-Straße. Einmündung Pfarrstraße. Laut Informationstafel 1907 gepflanzt.                    | weitere Bilder |
| 06  | 1 Rotbuche                                                       | Dachau (48° 15′ 45,7″ N, 11° 26′ 11,5″ O)     | im Garten des Anwesens Konrad-Adenauer Straße 27. Etwa 190 Jahre alt.                                                                                       |                |
| 07  | 1 Blutbuche                                                      | Dachau (48° 15′ 42,3″ N, 11° 26′ 3″ O)        | im alten Stadtfriedhof, ca. 20 m nach dem Eingang Jocherstraße auf der linken Seite. Etwa 160 Jahre alt.                                                    | weitere Bilder |
| 08  | 2 Kastanien, 3 Linden                                            | Dachau (48° 15′ 43,5″ N, 11° 26′ 16,3″ O)     | auf dem ehemaligen Steinmühlanwesen nordwestlich des neuen Steges über den Mühlbach. Etwa 120 Jahre alt.                                                    |                |
| 09  | 3 Rotbuchen                                                      | Dachau (48° 15′ 35,3″ N, 11° 26′ 17,6″ O)     | Schulwiese der Ludwig-Thoma-Schule an der Dr.-Engert-Straße. Etwa 190 Jahre alt.                                                                            | weitere Bilder |
| 10  | 2 Rotbuchen                                                      | Dachau (48° 15′ 36,5″ N, 11° 26′ 18,7″ O)     | Anwesen Dr.-Engert-Str. 6. Etwa 190 Jahre alt. | weitere Bilder |
| 11  | 1 Eibe                                                           | Dachau (48° 15′ 35,2″ N, 11° 26′ 21,4″ O)     | Im Garten ca. 40 m südwestlich des Anwesens Martin-Huber-Str. 6. Etwa 160 Jahre alt.                                                                        |                |
| 12  | 1 Rotbuche                                                       | Dachau (48° 15′ 37,6″ N, 11° 26′ 19,9″ O)     | unmittelbar nordwestlich des öffentlichen Parkplatzes Ecke Martin-Huber-Straße/Dr.-Engert-Straße. Etwa 190 Jahre alt.                                       |                |
| 13  | 2 Sumpfzypressen                                                 | Dachau (48° 15′ 36,7″ N, 11° 26′ 13,2″ O)     | unmittelbar am Mühlbach in der Südecke des Gartens. Etwa 160 Jahre alt.                                                                                     |                |
| 14  | Baumgruppe mit 4 Kastanien                                       | Dachau (48° 15′ 22″ N, 11° 25′ 56,5″ O)       | Wirtsgarten beim Stadtkeller. Etwa 90 Jahre alt. |                |
| 15  | 1 Pappel                                                         | Dachau (48° 15′ 24,2″ N, 11° 26′ 7,8″ O)      | Böschung an der Amperbrücke beim Rotkreuzplatz. Etwa 100 Jahre alt.                                                                                         |                |
| 16  | 2 Rotbuchen                                                      | Dachau (48° 15′ 21,3″ N, 11° 26′ 2,7″ O)      | Südwestecke beim Rotkreuzheim. Etwa 190 Jahre alt. |                |
| 17  | Baumgruppe mit 5 Kastanien, 1 Esche, 1 Ahorn                     | Dachau (48° 15′ 22,7″ N, 11° 26′ 10,6″ O)     | im Wirtsgarten der Gaststätte Drei Rosen. Etwa 100 bis 110 Jahre alt.                                                                                       | weitere Bilder |
| 19  | 2 Silberpappeln                                                  | Dachau (48° 14′ 41,1″ N, 11° 26′ 14,5″ O)     | zwei Silberpappeln (Populus alba) an der Westseite der Eduard-Ziegler-Straße südöstlich des Eisstadions außerhalb der Umzäunung. Etwa 120 Jahre alt.        | weitere Bilder |
| 20  | 1 Silberpappel                                                   | Dachau (48° 14′ 41,5″ N, 11° 26′ 13,8″ O)     | eine Silberpappel (Populus alba) innerhalb des ASV-Sportgeländes an der Südostecke des Eisstadions. Etwa 120 Jahre alt.                                     | weitere Bilder |
| 21  | Baumgruppe mit 4 Kastanien, 1 Esche, 1 Ahorn                     | Dachau (48° 15′ 14,1″ N, 11° 26′ 35,7″ O)     | Grünanlage zwischen Post und S-Bahn-Parkplatz an der Bahnhofstraße. Etwa 120 bis 140 Jahre alt.                                                             | weitere Bilder |
| 22  | 1 Blutbuche                                                      | Dachau (48° 15′ 25,7″ N, 11° 26′ 57″ O)       | Garten an der Jahnstr. 1. Etwa 150 Jahre alt. | weitere Bilder |
| 24  | 1 Eiche                                                          | Etzenhausen (48° 16′ 3,8″ N, 11° 27′ 17,4″ O) | Gelände der Bayer. Bereitschaftspolizei, ca. 100 m nördlich des Eingangsbereichs unmittelbar neben der Straße. Etwa 220 Jahre alt.                          |                |
| 25  | 2 Eichen                                                         | Etzenhausen (48° 16′ 1,6″ N, 11° 27′ 17,5″ O) | Gelände der Bayer. Bereitschaftspolizei, in der Südwestecke des Grundstücks unmittelbar neben und ca. 20 m östlich eines Pavillons. Etwa 190 Jahre alt.     |                |
| 26  | 1 Linde                                                          | Dachau (48° 15′ 59,1″ N, 11° 26′ 17,6″ O)     | Etzenhausener Straße, ca. 20 m südlich der Abzweigung Prälat-Pfanzelt-Straße. Etwa 100 Jahre alt.                                                           | weitere Bilder |
| 27  | 1 Eiche                                                          | Etzenhausen (48° 16′ 51,1″ N, 11° 27′ 3″ O)   | Nordostecke des Grundstücks an der nördlichen Auffahrt zum Leitenberg, ca. 15 m vom Bahndamm. Etwa 220 Jahre alt.                                           | weitere Bilder |
| 28  | 1 Esche                                                          | Dachau (48° 16′ 4,5″ N, 11° 25′ 39,7″ O)      | im Westteil des Friedhofs, ca. 80 m nördlich des Fußweges nach Webling und ca. 100 m nordwestlich des Eingangs am Parkplatz Hochstraße. Etwa 120 Jahre alt. |                |
| 29  | 1 Eiche                                                          | Pellheim (48° 17′ 51,1″ N, 11° 25′ 3,8″ O)    | ca. 60 m östlich des Friedhofs Pellheim, auf freiem Feld. Etwa 190 Jahre alt.                                                                               | weitere Bilder |
| 30  | 1 Eiche                                                          | Pellheim (48° 18′ 18,4″ N, 11° 25′ 12″ O)     | ca. 200 m südöstlich von Viehhausen auf freiem Feld. Etwa 220 Jahre alt.                                                                                    |                |
| 31  | 1 Eiche                                                          | Pellheim (48° 18′ 27,8″ N, 11° 24′ 51,8″ O)   | ca. 200 m westlich von Viehhausen auf freiem Feld. Etwa 290 Jahre alt.                                                                                      |                |
| 32  | Lindenallee                                                      | Dachau (48° 15′ 22,4″ N, 11° 26′ 24,4″ O)     | beidseitig der Straße Lindenallee. Etwa 100 Jahre alt. | weitere Bilder |
| 33  | 1 Eiche                                                          | Günding (48° 15′ 12″ N, 11° 25′ 3,1″ O)       | Mitterndorf, ca. 50 m nordöstlich der Amperbrücke. Etwa 140 Jahre alt.                                                                                      |                |
| 34  | 1 Eiche                                                          | Günding (48° 15′ 27,4″ N, 11° 25′ 7,1″ O)     | an der Nordseite des Anwesens angrenzend an den Gehweg Brucker Straße. Etwa 220 Jahre alt.                                                                  |                |

#### Ehemalige und abgegangene Naturdenkmäler
| Nr. | Name    | Ort                                       | Beschreibung | Bild                             |
| --- | ------- | ----------------------------------------- | --- | -------------------------------- |
| 18  | 1 Linde | Dachau (48° 15′ 12,3″ N, 11° 26′ 16,1″ O) | Der Baum stand auf einer Verkehrsinsel im Bereich der Einmündung Flurstraße und Fladstraße in die Gröbenrieder Straße. Etwa 160 Jahre alt. Im Mai 2013 brach der hohle Baum auseinander, stürzte über die Straße und wurde beseitigt. 2023 steht an der Stelle eine junge Linde. | Nachpflanzung einer jungen Linde |
| 23  | 1 Ahorn | Dachau (48° 15′ 24,6″ N, 11° 26′ 53,6″ O) | im Schulhof Ignaz-Taschner-Gymnasium ca. 5 m südwestlich des Baudenkmals Große Moosschwaige. Etwa 160 Jahre alt. (?, laut Luftbild wohl nicht mehr vorhanden) |                                  |

### Erdweg
In der Gemeinde Erdweg gab es diese Naturdenkmäler.
| Nr. | Name                     | Ort                                              | Beschreibung | Bild |
| --- | ------------------------ | ------------------------------------------------ | --- | ---- |
| 01  | 1 Eiche                  | Welshofen (48° 19′ 50,3″ N, 11° 16′ 27,8″ O)     | westlich der Glonnbrücke an der südlichen Ortseinfahrt von Unterweikertshofen. Etwa 290 Jahre alt.                       |      |
| 02  | 2 Linden                 | Welshofen (48° 19′ 14,9″ N, 11° 16′ 6,4″ O)      | auf der Südseite des Pfarrgartens. Etwa 160 Jahre alt.                                                                   |      |
| 03  | 1 Lärche                 | Welshofen (48° 18′ 19,4″ N, 11° 16′ 45,2″ O)     | ca. 80 m westlich der Steindlbachbrücke an der St 2051. Etwa 120 Jahre alt. (?, laut Luftbild wohl nicht mehr vorhanden) |      |
| 04  | 1 Linde                  | Welshofen (48° 18′ 17,7″ N, 11° 16′ 41,7″ O)     | ca. 150 m südwestlich der Steindlbachbrücke. Etwa 340 Jahre alt.                                                         |      |
| 05  | 1 Linde                  | Kleinberghofen (48° 21′ 22″ N, 11° 16′ 39,4″ O)  | im alten Schulgarten in der Südwestecke des Grundstücks. Etwa 190 Jahre alt.                                             |      |
| 06  | 1 Linde                  | Großberghofen (48° 19′ 22,9″ N, 11° 17′ 36,7″ O) | an der Grundstücksgrenze zweier Gartengrundstücke östlich einer Garage an einer Böschung. Etwa 160 Jahre alt.            |      |
| 07  | Baumgruppe mit 10 Eichen | Eisenhofen (48° 20′ 16,9″ N, 11° 17′ 34,4″ O)    | Böschung an der Staatsstraße 2054 ca. 100 m nach der Abzweigung von der Staatsstraße 2047. Etwa 120 bis 140 Jahre alt.   |      |

### Haimhausen
In der Gemeinde Haimhausen gab es diese Naturdenkmäler.
| Nr. | Name        | Ort                                                | Beschreibung | Bild |
| --- | ----------- | -------------------------------------------------- | --- | ---- |
| 01  | 3 Eichen    | Haimhausen (48° 18′ 45,8″ N, 11° 32′ 58″ O)        | an der Staatsstraße 2339 im Garten der Schlossverwaltung. Etwa 240 Jahre alt.                                                                           |      |
| 02  | Lindenallee | Haimhausen (48° 18′ 40″ N, 11° 33′ 4,6″ O)         | beiderseits der Staatsstraße 2339 von der Schlossklause ab auf einer Länge von 550 m. Bis zu 290 Jahre alt.                                             |      |
| 03  | 2 Eichen    | Haimhausen (48° 19′ 1,7″ N, 11° 33′ 5,5″ O)        | an der Böschung zur Amperpettenbacher Straße in Haimhausen. Etwa 160 bis 190 Jahre alt.                                                                 |      |
| 04  | 3 Eichen    | Amperpettenbach (48° 19′ 27,6″ N, 11° 31′ 34″ O)   | in Amperpettenbach, 70–100 m nördlich der Straße am Laffgraben an der Nordseite des Anwesens. Etwa 140 bis 160 Jahre alt.                               |      |
| 05  | 2 Birken    | Amperpettenbach (48° 19′ 36,9″ N, 11° 31′ 57,4″ O) | unmittelbar westlich der Kreisstraße 3 am Ortsausgang in Richtung Oberndorf zu beiden Seiten eines Feldkreuzes. Etwa 100 Jahre alt.                     |      |
| 06  | 2 Eichen    | Amperpettenbach (48° 20′ 15,2″ N, 11° 31′ 52,8″ O) | an der Ostseite des Grundstückes ca. 50 m und ca. 100 m nördlich der Kirche von Westerndorf. Etwa 140 bis 170 Jahre alt.                                |      |
| 07  | 1 Eiche     | Amperpettenbach (48° 20′ 14,2″ N, 11° 32′ 20,7″ O) | 50 m nördlich des Anwesens Hartl an der Westerndorfer Straße. Etwa 160 Jahre alt.                                                                       |      |
| 08  | 2 Eichen    | Amperpettenbach (48° 20′ 16″ N, 11° 31′ 37,4″ O)   | westlich des Hofgebäudes am westlichen Ortsrand von Westerndorf. Etwa 160 Jahre alt.                                                                    |      |
| 09  | 9 Eichen    | Amperpettenbach (48° 20′ 21,2″ N, 11° 31′ 4,2″ O)  | ca. 500 m südlich von Hörgenbach an einem Feldweg, nach Abzweigung von der Gemeindeverbindungsstraße Westerndorf-Biberbach. Etwa 140 bis 160 Jahre alt. |      |

### Hebertshausen
In der Gemeinde Hebertshausen gab es diese Naturdenkmäler.
| Nr. | Name                   | Ort                                              | Beschreibung | Bild           |
| --- | ---------------------- | ------------------------------------------------ | --- | -------------- |
| 01  | 1 Eiche                | Prittlbach (48° 17′ 29,1″ N, 11° 26′ 26,6″ O)    | an der Kreuzung der Gemeindeverbindungsstraße Goppertshofen–Walpertshofen mit der Dorfstraße, ca. 250 m nördlich von Prittlbach. Etwa 120 Jahre alt. | weitere Bilder |
| 02  | 1 Eiche                | Prittlbach (48° 17′ 29,3″ N, 11° 25′ 55,1″ O)    | an der westlichen Grundstücksgrenze ca. 25 m südlich der Straße am westlichen Ortsrand von Goppertshofen. Etwa 140 Jahre alt.                        | weitere Bilder |
| 04  | 1 Linde                | Prittlbach (48° 17′ 8,8″ N, 11° 26′ 47,8″ O)     | in Prittlbach an der westlichen Friedhofsmauer vor dem Eingang. Etwa 110 Jahre alt.                                                                  | weitere Bilder |
| 05  | 2 Eichen               | Unterweilbach (48° 18′ 17,2″ N, 11° 26′ 59″ O)   | im Schlosspark südöstlich des Schlosses. Etwa 190 Jahre alt.                                                                                         |                |
| 06  | Baumreihe mit 6 Eichen | Unterweilbach (48° 18′ 37,8″ N, 11° 26′ 34,4″ O) | ca. 200 m südöstlich vom Sommerhaus an einem Feldweg. Etwa 190 Jahre alt.                                                                            |                |
| 07  | 1 Eiche                | Unterweilbach (48° 18′ 41,5″ N, 11° 26′ 30,2″ O) | ca. 80 m südöstlich vom Sommerhaus am Gedenkstein der Spretis. Etwa 190 Jahre alt.                                                                   |                |
| 08  | 1 Eiche                | Unterweilbach (48° 18′ 41,6″ N, 11° 26′ 27,5″ O) | an der Südostecke des Grundstücks im Bereich der Einfahrt zum Sommerhaus. Etwa 190 Jahre alt.                                                        |                |
| 09  | 2 Eiben                | Unterweilbach (48° 18′ 49,9″ N, 11° 26′ 28,9″ O) | am südlichen Waldrand, ca. 150 m nördlich des Sommerhauses. Etwa 160 Jahre alt.                                                                      |                |
| 10  | 3 Linden               | Ampermoching (48° 18′ 34,1″ N, 11° 28′ 44,5″ O)  | ca. 200 m südlich von Mariabrunn auf der Hügelkuppe. Etwa 240 Jahre alt.                                                                             |                |
| 11  | 1 Linde                | Ampermoching (48° 18′ 23,5″ N, 11° 29′ 14,7″ O)  | im rückwärtigen Teil des Anwesens Indersdorfer Str. 11. Etwa 160 Jahre alt.                                                                          |                |
| 12  | 1 Eiche                | Ampermoching (48° 18′ 20,6″ N, 11° 29′ 11,8″ O)  | bei der Mariensäule in Ampermoching an der Kreuzung Purtlhofer Straße/Schulstraße. Etwa 130 Jahre alt.                                               |                |

#### Ehemalige und abgegangene Naturdenkmäler
| Nr. | Name       | Ort                                          | Beschreibung | Bild                      |
| --- | ---------- | -------------------------------------------- | --- | ------------------------- |
| 03  | 1 Kastanie | Prittlbach (48° 17′ 27,1″ N, 11° 26′ 3,8″ O) | Der Baum stand an der Nordseite der Kirche in Goppertshofen. Etwa 100 Jahre alt. Das nebenstehende Foto datiert von 2015. Fotos von 2023 zeigen an dieser Stelle eine baumfreie Rasenfläche. | Kastanie in Goppertshofen |

### Karlsfeld
In der Gemeinde Karlsfeld gab es dieses Naturdenkmal.
| Nr. | Name        | Ort                                                                                        | Beschreibung | Bild |
| --- | ----------- | ------------------------------------------------------------------------------------------ | --- | ---- |
| 01  | Eschenallee | Karlsfeld (Etwa von 48° 14′ 22,9″ N, 11° 27′ 18,7″ O bis 48° 13′ 42,6″ N, 11° 27′ 46,1″ O) | Alte Münchner Straße in der Rothschwaige, von der Gemeindegrenze in südlicher Richtung bis zum Ende des Radweges bei der B 304. Bis zu 120 Jahre alt. |      |
| 02  | 1 Rotbuche  | Karlsfeld 48° 13′ 51,7″ N, 11° 27′ 26,1″ O                                                 | Geschätztes Alter: 120 Jahre |      |

### Markt Indersdorf
In der Gemeinde Markt Indersdorf gab es diese Naturdenkmäler.
| Nr. | Name                | Ort                                                 | Beschreibung | Bild           |
| --- | ------------------- | --------------------------------------------------- | --- | -------------- |
| 01  | 1 Eiche             | Markt Indersdorf (48° 21′ 49,5″ N, 11° 21′ 51,2″ O) | an der südlichen Böschung der Gemeindeverbindungsstraße Indersdorf–Westerholzhausen, ca. 500 m vom Ortsrand von Markt Indersdorf entfernt. Etwa 240 Jahre alt.             |                |
| 02  | 4 Linden            | Markt Indersdorf (48° 21′ 21,7″ N, 11° 23′ 13,5″ O) | am Wasserturm von Kloster Indersdorf. Etwa 190 Jahre alt. | weitere Bilder |
| 03  | 1 Eiche             | Frauenhofen (48° 20′ 40,8″ N, 11° 24′ 26″ O)        | an der Abzweigung des Weges südlich von der Kreisstraße 3 bei Straßbach. Etwa 160 Jahre alt.                                                                               |                |
| 04  | 1 Eiche             | Glonn (48° 22′ 9,5″ N, 11° 22′ 56,6″ O)             | am westlichen Ortseingang, am Gehweg der Staatsstraße 2054 nach Abzweigung der Emmeranstraße. Etwa 220 Jahre alt. (?, laut Luftbild wohl nicht mehr vorhanden)             |                |
| 05  | 1 Eiche             | Langenpettenbach (48° 22′ 58″ N, 11° 20′ 51,8″ O)   | im rückwärtigen Garten des Anwesens ca. 50 m südlich der Altomünsterstraße in Langenpettenbach. Etwa 220 Jahre alt.                                                        |                |
| 06  | 1 Kastanie          | Langenpettenbach (48° 22′ 59,3″ N, 11° 20′ 52,5″ O) | an der Nordseite der alten Gaststätte, westlich der Hofzufahrt zur Altomünsterstraße in Langenpettenbach. Etwa 100 Jahre alt. (?, laut Luftbild wohl nicht mehr vorhanden) |                |
| 07  | 2 Eichen            | Langenpettenbach (48° 23′ 8,7″ N, 11° 21′ 29,7″ O)  | nördlich von Langenpettenbach, ca. 100 m südlich des Waldrandes auf einer Anhöhe am Feldrain. Etwa 150 Jahre alt.                                                          |                |
| 08  | 2 Linden            | Langenpettenbach (48° 23′ 52,8″ N, 11° 21′ 35,5″ O) | am Eingang zur Mennonitenkirche in Eichstock. Etwa 180 Jahre alt. |                |
| 09  | 1 Linde             | Langenpettenbach (48° 23′ 1,6″ N, 11° 21′ 16,2″ O)  | zweistämmiger Baum, nördlich des Leichenhauses von Langenpettenbach im Bereich der nördlichen Grundstücksgrenze. Etwa 220 Jahre alt.                                       |                |
| 10  | 1 Eiche             | Langenpettenbach (48° 23′ 39,8″ N, 11° 20′ 53,7″ O) | auf Höhe des Anwesens Sedlmair an der Staatsstraße 2050. Etwa 120 Jahre alt.                                                                                               |                |
| 11  | 1 Eiche und 1 Linde | Langenpettenbach (48° 23′ 40,1″ N, 11° 21′ 1,5″ O)  | ca. 100 m östlich des Anwesens Eggendinger. Etwa 170 Jahre alt. |                |
| 12  | 1 Eiche             | Langenpettenbach (48° 24′ 13″ N, 11° 20′ 5,1″ O)    | ca. 300 m nördlich von Senkenschlag am Weg an der Südostgrenze des Grundstücks. Etwa 120 Jahre alt. (?, laut Luftbild wohl nicht mehr vorhanden)                           |                |
| 13  | 1 Birnbaum          | Pipinsried (48° 24′ 14,6″ N, 11° 18′ 54,1″ O)       | westlich Schönberg am Rand eines Pappelwäldchens. Etwa 370 Jahre alt. |                |
| 14  | 1 Linde             | Ainhofen (48° 23′ 58″ N, 11° 22′ 40,2″ O)           | an der Westseite des Friedhofs. Etwa 160 Jahre alt. |                |
| 15  | 5 Linden            | Hirtlbach (48° 21′ 4,5″ N, 11° 19′ 29,7″ O)         | in Hirtlbach an der Nordwestseite des Grundstücks (Pfarranger) oberhalb einer Zufahrt. Etwa 290 Jahre alt.                                                                 |                |
| 16  | 2 Eichen            | Hirtlbach (48° 21′ 2,2″ N, 11° 19′ 51,9″ O)         | an der Einmündung der Burgstraße in die Hofer Straße am östlichen Ortseingang von Hirtlbach. Etwa 160 Jahre alt.                                                           |                |
| 17  | 1 Eiche             | Ried (48° 20′ 51,3″ N, 11° 22′ 33,9″ O)             | ca. 50 m südlich eines Feldweges südlich vom Gewerbegebiet in Karpfhofen. Etwa 140 Jahre alt.                                                                              |                |
| 18  | 1 Silberweide       | Ried (48° 20′ 35,6″ N, 11° 23′ 14,5″ O)             | ca. 70 m südlich der östlichen Abzweigung von der Staatsstraße 2050, am Südrand von Ried. Etwa 120 Jahre alt.                                                              |                |
| 19  | 2 Eichengruppen     | Ried (48° 20′ 15,9″ N, 11° 21′ 47,2″ O)             | 1 Zweier- und 1 Dreiergruppe an der nördlichen Grundstücksgrenze und in der Grundstücksmitte ca. 150 m westlich der Kapelle in Ottmarshart. Etwa 160 Jahre alt.            |                |
| 20  | 2 Linden            | Niederroth (48° 19′ 24,5″ N, 11° 23′ 20″ O)         | an der Südseite im Pfarrgarten an der Böschung zur Lindenstraße. Etwa 220 Jahre alt.                                                                                       |                |
| 21  | 1 Eiche             | Niederroth (48° 19′ 18,7″ N, 11° 23′ 38,5″ O)       | Grenzbaum an der Straßenböschung nördlich der Gemeindeverbindungsstraße Niederroth – Sigmertshausen ca. 250 m nach dem Bahnübergang. Etwa 120 Jahre alt.                   |                |
| 22  | 1 Eiche             | Niederroth (48° 19′ 22,3″ N, 11° 24′ 1,9″ O)        | an der östlichen Grundstücksgrenze ca. 150 m nördlich der Gemeindeverbindungsstraße Niederroth–Sigmertshausen. Etwa 140 Jahre alt.                                         |                |

### Odelzhausen
In der Gemeinde Odelzhausen gab es diese Naturdenkmäler.
| Nr. | Name                                                  | Ort                                            | Beschreibung | Bild |
| --- | ----------------------------------------------------- | ---------------------------------------------- | --- | ---- |
| 01  | 1 Eiche                                               | Höfa (48° 19′ 5,3″ N, 11° 11′ 3,9″ O)          | an der Südwestecke des Grundstücks an einem Weg, ca. 100 m westlich der Gemeindeverbindungsstraße Höfa–Hadersried. Etwa 140 Jahre alt. |      |
| 02  | 1 Eiche                                               | Odelzhausen (48° 18′ 37,4″ N, 11° 11′ 51,6″ O) | im Bereich des Spielplatzes. Etwa 140 Jahre alt.                                                                                       |      |
| 03  | Allee mit Eschen, Ahorne, Eichen, Ulmen (als Totholz) | Odelzhausen (48° 18′ 38,2″ N, 11° 12′ 31,7″ O) | alte Schlossallee an der östlichen Auffahrt zum Schloss. Bis zu 150 Jahre alt.                                                         |      |
| 04  | 1 Eiche                                               | Odelzhausen (48° 18′ 20,7″ N, 11° 11′ 41,4″ O) | an der Todtenrieder Straße am Westrand des Wäldchens. Etwa 220 Jahre alt.                                                              |      |

### Petershausen
In der Gemeinde Petershausen gab es diese Naturdenkmäler.
| Nr. | Name     | Ort                                             | Beschreibung | Bild           |
| --- | -------- | ----------------------------------------------- | --- | -------------- |
| 01  | 1 Linde  | Petershausen (48° 24′ 39,6″ N, 11° 28′ 15,9″ O) | Grenzbaum südlich des Bankgebäudes, ca. 10 m von der Bahnhofstraße entfernt. Etwa 320 Jahre alt.                                                 | weitere Bilder |
| 02  | 1 Esche  | Petershausen (48° 24′ 16,6″ N, 11° 28′ 35,6″ O) | ca. 50 m südöstlich der Kreuzung Münchner Straße und Freisinger Straße. Etwa 170 Jahre alt.                                                      | weitere Bilder |
| 04  | 1 Eiche  | Obermarbach (48° 25′ 34,4″ N, 11° 28′ 58,3″ O)  | auf der Böschung neben der Hauptstraße an der Westseite des Grundstücks unmittelbar an der Nordwestecke eines Stallgebäudes. Etwa 270 Jahre alt. | weitere Bilder |
| 05  | 2 Eichen | Obermarbach (48° 25′ 20,9″ N, 11° 29′ 16″ O)    | unmittelbar südöstlich der Kläranlage in Obermarbach an der Straße. Etwa 140 bis 170 Jahre alt.                                                  | weitere Bilder |
| 06  | 2 Linden | Obermarbach (48° 25′ 38,5″ N, 11° 28′ 57,1″ O)  | am Eingang des aus Obermarbach hinausführenden Hohlweges. ca. 30 m nördlich der Kirche. Etwa 370 und 620 Jahre alt.                              | weitere Bilder |

#### Ehemalige und abgegangene Naturdenkmäler
| Nr. | Name    | Ort                                            | Beschreibung | Bild                                      |
| --- | ------- | ---------------------------------------------- | --- | ----------------------------------------- |
| 03  | 1 Linde | Obermarbach (48° 25′ 35,9″ N, 11° 28′ 57,5″ O) | ca. 40 m südlich der Kirche in Obermarbach auf einer Grünfläche zwischen der Zufahrt Am Kirchberg und der Hauptstraße. Etwa 100 Jahre alt. – Die Koordinaten bezeichnen einen Ahorn. Wenige Meter weiter südlich steht eine junge Linde, die möglicherweise als Nachpflanzung für die Naturdenkmal-Linde anzusehen ist. | Junge Linde (Nachpflanzung?), Obermarbach |

### Pfaffenhofen an der Glonn
In der Gemeinde Pfaffenhofen an der Glonn gab es diese Naturdenkmäler.
| Nr. | Name     | Ort                                                         | Beschreibung                                                                  | Bild |
| --- | -------- | ----------------------------------------------------------- | ----------------------------------------------------------------------------- | ---- |
| 01  | 6 Linden | Pfaffenhofen an der Glonn (48° 17′ 50,9″ N, 11° 9′ 39,8″ O) | am Westrand des Pfarrgartens. Etwa 240 Jahre alt.                             |      |
| 02  | 1 Linde  | Unterumbach (48° 18′ 49″ N, 11° 9′ 52,5″ O)                 | nördlich der Kirche in Unterumbach an der Ortsdurchfahrt. Etwa 290 Jahre alt. |      |

### Röhrmoos
In der Gemeinde Röhrmoos gab es diese Naturdenkmäler.
| Nr. | Name                 | Ort                                               | Beschreibung | Bild |
| --- | -------------------- | ------------------------------------------------- | --- | ---- |
| 01  | 2 Eichen             | Röhrmoos (48° 20′ 15,8″ N, 11° 26′ 51,4″ O)       | in Riedenzhofen an der Nordseite der Eichenstraße ca. 30 m vor der Einmündung in die Bahnhofstraße. Etwa 190 Jahre alt.                                        |      |
| 02  | 1 Eiche              | Röhrmoos (48° 20′ 14,9″ N, 11° 26′ 43,8″ O)       | zweistämmiger Baum in Riedenzhofen an der Grenze der Westseite zweier Grundstücke, ca. 80 m östlich der Bahnstrecke Röhrmoos–Petershausen. Etwa 320 Jahre alt. |      |
| 03  | 1 Linde              | Röhrmoos (48° 20′ 20″ N, 11° 26′ 55,6″ O)         | an der Garagenzufahrt zum Anwesen Bahnhofstraße 44 in Riedenzhofen. Etwa 120 Jahre alt.                                                                        |      |
| 04  | 2 Eichen, 1 Erle     | Röhrmoos (48° 19′ 52,4″ N, 11° 27′ 25,8″ O)       | an der westlichen Grenze der Grundstücke, ca. 150 bis 300 m nördlich der Kreisstraße 3. Etwa 160 Jahre alt.                                                    |      |
| 05  | 2 Eichen             | Röhrmoos (48° 19′ 42″ N, 11° 27′ 44,6″ O)         | an der Ostseite des Grundstücks (neuer Friedhof) an der östlichen Ortseinfahrt. Etwa 190 Jahre alt.                                                            |      |
| 06  | 1 Esche              | Röhrmoos (48° 19′ 39″ N, 11° 27′ 25,9″ O)         | in der Nordwestecke des Grundstückes bei der Abzweigung Taradeauer Straße/Ortsstraße. Etwa 100 Jahre alt.                                                      |      |
| 07  | 1 Eiche              | Röhrmoos (48° 18′ 32,4″ N, 11° 28′ 4,8″ O)        | in der Nordostecke des Grundstücks bei der Abzweigung des Weges von der Gemeindeverbindungsstraße am östlichen Ortsrand von Purtlhof. Etwa 190 Jahre alt.      |      |
| 08  | 1 Eiche              | Röhrmoos (48° 18′ 24,2″ N, 11° 28′ 18,3″ O)       | südlich des Sietenbaches ca. 150 m südlich der Gemeindeverbindungsstraße Purtlhof–Ampermoching. Etwa 190 Jahre alt.                                            |      |
| 09  | 1 Eiche, 1 Bergahorn | Schönbrunn (48° 19′ 11,5″ N, 11° 29′ 2,9″ O)      | östlich der Kreisstraße DAH 3, ca. 200 m südlich der Abzweigung Zieglberg. Etwa 120 Jahre alt.                                                                 |      |
| 10  | 1 Silberweide        | Biberbach (48° 20′ 39,1″ N, 11° 29′ 49,2″ O)      | zweistämmiger Baum an der westlichen Böschung der Kreisstraße DAH 4, ca. 100 m vor der südlichen Ortseinfahrt Biberbach. Etwa 120 Jahre alt.                   |      |
| 11  | 1 Eiche              | Biberbach (48° 21′ 20,4″ N, 11° 30′ 5,4″ O)       | zweistämmiger Baum an der westlichen Böschung der Kreisstraße DAH 4 ca. 150 m vor der südlichen Ortseinfahrt Biberbach. Etwa 160 Jahre alt.                    |      |
| 12  | 1 Eiche              | Sigmertshausen (48° 19′ 27,6″ N, 11° 24′ 56,5″ O) | auf der Westseite des Grundstückes unmittelbar neben der nördlichen Ortseinfahrt von Sigmertshausen. Etwa 130 Jahre alt.                                       |      |
| 13  | 1 Kastanie           | Sigmertshausen (48° 19′ 13,6″ N, 11° 24′ 45,4″ O) | unmittelbar neben der Hauptstraße vor dem Anwesen Nr. 13. Etwa 110 Jahre alt.                                                                                  |      |
| 14  | 1 Eiche              | Sigmertshausen (48° 19′ 23,3″ N, 11° 24′ 22,1″ O) | an der westlichen Grundstücksseite, ca. 200 m nördlich der Gemeindeverbindungsstraße Niederroth – Sigmertshausen. Etwa 120 Jahre alt.                          |      |
| 15  | 1 Linde              | Sigmertshausen (48° 19′ 6″ N, 11° 24′ 42,4″ O)    | in der Nordostecke des Grundstücks, an der Kirchenstraße. Etwa 110 Jahre alt.                                                                                  |      |
| 16  | 1 Linde              | Schönbrunn (48° 19′ 41,6″ N, 11° 29′ 43,6″ O)     | an der östlichen Grundstücksgrenze an der Kreisstraße DAH 4, ca. 100 m südlich des Laffgrabens. Etwa 140 Jahre alt.                                            |      |
| 17  | 1 Silberpappel       | Röhrmoos (48° 19′ 53,1″ N, 11° 26′ 43″ O)         | eine Silberpappel (Populus alba) unmittelbar südlich des Bahnhofgebäudes. Etwa 90 Jahre alt.                                                                   |      |

### Schwabhausen
In der Gemeinde Schwabhausen gab es diese Naturdenkmäler.
| Nr. | Name     | Ort                                                | Beschreibung | Bild           |
| --- | -------- | -------------------------------------------------- | --- | -------------- |
| 01  | 8 Eichen | Schwabhausen (48° 18′ 6,8″ N, 11° 21′ 26,5″ O)     | südliches Ufer des Sparkassenweihers. Etwa 190 Jahre alt.                                                                                             | weitere Bilder |
| 02  | 1 Linde  | Schwabhausen (48° 18′ 30,9″ N, 11° 21′ 7,9″ O)     | im Pfarrgarten ca. 20 m westlich der Gemeindeverbindungsstraße Schwabhausen–Arnbach. Etwa 220 Jahre alt.                                              | weitere Bilder |
| 03  | 1 Eiche  | Arnbach (48° 19′ 30,6″ N, 11° 20′ 59″ O)           | bei Edenholzhausen unmittelbar östlich der Gemeindeverbindungsstraße Schwabhausen–Arnbach. Etwa 160 Jahre alt.                                        |                |
| 04  | 2 Linden | Arnbach (48° 20′ 13,1″ N, 11° 20′ 42,4″ O)         | an der Friedhofsmauer nördlich der Kirche in Arnbach. Etwa 170 Jahre alt.                                                                             |                |
| 05  | 1 Eiche  | Oberroth (48° 18′ 17,1″ N, 11° 19′ 54,3″ O)        | in der Südwestecke des Grundstücks an einem Weg südöstlich von Oberroth. Etwa 130 Jahre alt.                                                          |                |
| 06  | 1 Eiche  | Kreuzholzhausen (48° 17′ 31,9″ N, 11° 19′ 28,9″ O) | ca. 600 m östlich von Machtenstein in der Kurve der Gemeindeverbindungsstraße nach Puchschlagen bei der Abzweigung des Feldweges. Etwa 290 Jahre alt. |                |
| 07  | 1 Eiche  | Kreuzholzhausen (48° 17′ 25,8″ N, 11° 18′ 59,8″ O) | nordöstlich der Hofstelle Meir in Machtenstein. Etwa 190 Jahre alt.                                                                                   |                |
| 08  | 2 Eichen | Puchschlagen (48° 17′ 20,5″ N, 11° 20′ 35,2″ O)    | ca. 100 m südlich der Kirche. Etwa 140 Jahre alt. |                |

### Sulzemoos
In der Gemeinde Sulzemoos gab es dieses Naturdenkmal.
| Nr. | Name     | Ort                                              | Beschreibung                                                                                             | Bild |
| --- | -------- | ------------------------------------------------ | --- | ---- |
| 01  | 2 Eschen | Wiedenzhausen (48° 18′ 31,4″ N, 11° 13′ 41,6″ O) | in der Nordostecke des Grundstücks, ca. 250 m westlich von Orthofen an einem Feldweg. Etwa 80 Jahre alt. |      |

### Vierkirchen
In der Gemeinde Vierkirchen gab es diese Naturdenkmäler.
| Nr. | Name     | Ort                                            | Beschreibung | Bild           |
| --- | -------- | ---------------------------------------------- | --- | -------------- |
| 01  | 2 Linden | Vierkirchen (48° 21′ 51,9″ N, 11° 27′ 36,1″ O) | Anwesen Zeiner an der Sandbergstraße. Etwa 150 Jahre alt.                                                        | weitere Bilder |
| 02  | 7 Eichen | Vierkirchen (48° 22′ 5,8″ N, 11° 28′ 39,9″ O)  | nördlicher Ortsrand von Rettenbach westlich und nördlich eines Feldweges. Etwa 110 bis 150 Jahre alt.            | weitere Bilder |
| 03  | 3 Eichen | Vierkirchen (48° 22′ 41,7″ N, 11° 26′ 25,1″ O) | an der Gemeindeverbindungsstraße Jedenhofen–Ebersbach am nördlichen Ortsrand von Jedenhofen. Etwa 190 Jahre alt. |                |
| 04  | 1 Eiche  | Biberbach (48° 21′ 15,3″ N, 11° 29′ 42,1″ O)   | ca. 350 m südöstlich von Unterwiedenhof an der Straße nach Biberbach vor einem Feldkreuz. Etwa 140 Jahre alt.    |                |
| 05  | 1 Eiche  | Biberbach (48° 21′ 16,8″ N, 11° 29′ 27,3″ O)   | 100 m südlich von Unterwiedenhof im Feld. Etwa 140 Jahre alt.                                                    |                |
| 06  | 1 Eiche  | Biberbach (48° 22′ 4″ N, 11° 28′ 57,8″ O)      | in Mitterwiedenhof im westlichen Bereich der Hofstelle ca. 40 m von der Straße entfernt. Etwa 290 Jahre alt.     |                |

### Weichs
In der Gemeinde Weichs gab es diese Naturdenkmäler.
| Nr. | Name    | Ort                                         | Beschreibung | Bild |
| --- | ------- | ------------------------------------------- | --- | ---- |
| 01  | 1 Eiche | Ainhofen (48° 24′ 11,4″ N, 11° 23′ 47,1″ O) | im Hof des Anwesens Nr. 6 in Fränking. Etwa 160 Jahre alt.                                                                                |      |
| 02  | 1 Linde | Ainhofen (48° 23′ 29,7″ N, 11° 23′ 18,9″ O) | am östlichen Ortsrand von Edenholzhausen, ca. 10 m südlich der Gemeindeverbindungsstraße unmittelbar östlich vom Hof. Etwa 320 Jahre alt. |      |
| 03  | 1 Linde | Ainhofen (48° 23′ 28,7″ N, 11° 23′ 23,1″ O) | ca. 100 m östlich von Edenholzhausen an der nördlichen Böschung der Gemeindeverbindungsstraße bei einer Abzweigung. Etwa 100 Jahre alt.   |      |